# Хестерс, Йоханнес
Йоха́ннес Хе́стерс (нидерл. Johannes Heesters; 5 декабря 1903, Амерсфорт, Нидерланды — 24 декабря 2011, Штарнберг, Германия) — голландско-австрийский актёр и певец (тенор), артист эстрады с 89-летней карьерой (преимущественно на немецкой сцене). С 1936 года проживал в Германии. Имел австрийское гражданство. В 1997 году был включен в Книгу рекордов Гиннесса как старейший действующий актёр.
Йоханнес Хестерс был старейшим актёром мировой величины и до последнего времени выступал на театральной сцене и телевидении.

## Биография

### Юность
Йохан Мариус Николаас Хестерс (нем. Johan Marius Nicolaas Heesters) родился в нидерландском Амерсфорте. Он был младшим из четырёх сыновей коммерсанта Якобуса Хестерса и его жены Гертруды, урождённой ван дер Ховель. Первое образование получил в бизнес-школе. Об актёрской карьере Йоханнес Хестерс начал задумываться только в день своего шестнадцатилетия, в 1919 году. Он поступил в школу драмы, где учился вокалу и драматическому искусству, после чего получил ряд предложений работы. В 1921 году Йоханнес Хестерс дебютировал на сцене. В 1924 году он сыграл роль второго плана в немом фильме «Голландский цирк» режиссёра Тео Френкеля. В декабре 1927 года Йоханнес Хестерс пел с Гарри Фроммерманом в составе комедийной вокальной группы, в которую так и не был принят.
Карьера Йоханнеса Хестерса в Венской опере началась в 1934 году в оперетте Карла Миллёкера «Нищий студент».

### Начало карьеры
В 1936 году он переехал в Берлин, где сыграл в нескольких экранизациях оперетт и музыкальных фильмах. Молодой Йоханнес Хестерс, красавец-брюнет, пел лёгкую музыку и легко получил признание. Берлинская публика дала ему прозвище «Йопи». Шлягером Йоханнеса Хестерса стал музыкальный номер выхода графа Данило «Зайду-ка я в Максим» из оперетты «Весёлая вдова» Франца Легара. Этот номер он исполнял на протяжении 35 лет (1600 раз) и отточил до мельчайших подробностей. Популярность также приобрела песня «Auf all' meinen Wegen», которую Хестерс исполнял в дуэте с Лиззи Вальдмюллер (из фильма «Es lebe die Liebe», 1944).
Большую часть своей карьеры Хестерс сотрудничал с компанией «UFA». Последним фильмом, в котором он снялся во время Второй мировой войны, был фильм 1945 года «Летучая мышь». В послевоенное время Хестерс продолжил работу в кино — вплоть до 60-х годов.

### Йоханнес Хестерс внацистской Германии
Йоханнес Хестерс часто подвергался обвинениям за связи с нацистами во времена Третьего рейха. Однако он не получил гражданство Германии и не вступил в НСДАП, a в 1938 году выступал на голландской сцене вместе с еврейскими беженцами. На концертах Йоханнеса Хестерса часто присутствовали партийные бонзы и лично Адольф Гитлер, ставший поклонником его ролей. Хестерс был включён в список «незаменимых артистов» фюрера (т. н. Gottbegnadeten-Liste), он оказался в нём единственным иностранцем. Она также делал пожертвования в пользу немецкой военной промышленности..
После войны Йоханнес Хестерс утверждал, что он не интересовался политикой и думал только о благополучии своей семьи.

Йоханнес Хестерс в концентрационном лагере Дахау (крайний слева)

В 1976 году один голландский журналист обвинил Хестерса в том, что в 1941 году тот посетил концлагерь Дахау и выступил перед членами СС. К этим обвинениям присоединились и многие другие.

В своих воспоминаниях, вышедших в 1993 году, Хестерс писал: 
В это время росло недовольство художников по отношению к правящему режиму. Было известно, что коллеги время от времени в наказание оказывались в концентрационном лагере Дахау, поскольку они открыто высказывали своё негодование. Художники, слава Богу, всегда выходили на свободу, но то, что это вообще было возможно, нас очень сильно беспокоило. Партийные работники, естественно, узнали о нашем мнении относительно подобных наказаний и придумали довольно изощрённое мероприятие: весь ансамбль они пригласили в лагерь на творческую встречу. Об отказе нельзя было даже подумать, если ты сам не хотел в один прекрасный день оказаться заключённым. Такое „приглашение“ было равносильно приказанию. Я работал в Мюнхене. Дахау расположен у ворот в город, увильнуть было невозможно. Кроме того, что могли бы подумать коллеги, если бы я, будучи голландцем, стал искать отговорки. Таким образом, я поехал вместе со всеми.
То есть он отрицал не посещение лагеря, а концерт для эсэсовцев. В 2006 году его жена нашла памятный альбом с 27 фотографиями. Хотя этот альбом сохранился полностью, в нём нет ни одного снимка Хестерса, выступающего перед эсэсовцами.
16 декабря 2008 года Йоханнес Хестерс предъявил через суд обвинение в клевете публицисту Фолькеру Кюну, который со ссылкой на одного бывшего заключенного утверждал, что в концентрационном лагере Дахау Хестерс выступал перед членами СС. Суд отклонил обвинение в клевете.
. Посвящение в альбоме «Дорогим артистам, которые порадовали нас в КЦ Дахау 21.5.1941» служит косвенным доказательством выступления. Таким образом, Фолькер Кюн мог и дальше утверждать, что Хестерс выступал в Дахау перед эсэсовцами. Хестерс оспорил это решение суда. В апреле 2010 года стороны заключили мировое соглашение. Кюн заявил, что не станет называть Хестерса лжецом, если тот будет отрицать выступление в концлагере.

### После войны
Йоханнес Хестерс продолжил свою карьеру и после войны. Он пел в Вене, Мюнхене и Берлине. В 1953 году Отто Премингер пригласил его в Голливуд на съёмки в фильме «Девушка на крыше» . В 1960—1970-х годах Хестерс снимался в телевизионных фильмах и телешоу и играл на сцене. В 1978 году вышли его мемуары «Es kommt auf die Sekunde an».
В 1983 году он был приглашён на мероприятие, посвящённое 104-летию Мюнхенского Национального театра.
В 1992 году Хестерс женился на актрисе Симоне Ретель. С 1996 года по лето 2002 года он играл вместе со своей женой в пьесе Курта Флатова, написанной для него лично — «Почтенный возраст» и побывал на гастролях в Австрии и Германии. В 1996 году эта пьеса была экранизирована. В 1997 году Хестерс был включён в Книгу рекордов Гиннесса как старейший действующий актёр.

### Последние проекты
5 декабря 2003 года Йоханнес Хестерс отпраздновал свой сотый день рождения. В честь этого события он дал концерт «Легенде исполняется 100» на немецком телеканале «ARD».
В сентябре-октябре 2003 года он выступил в театре комедии «Им-Марквардт» в представлении «Йоханнес Хестерс — верность музыке», посвящённом его столетнему юбилею.
В 2005 году Хестерс вместе с оркестром киностудии Бабельсберг выступил солистом в концертном турне Скотта Лаутона и дал концерты в семи крупных городах. Тогда же Йоханнес Хестерс дал концерт в Венском концертном зале, посвящённый его 103-му дню рождения. Свой 104-й день рождения Хестерс отметил 5 декабря 2007 года в берлинском Адмиральском дворце.
В середине февраля 2008 года Хестерс впервые решился поехать на свою родину в Нидерланды, где вновь отверг обвинения в сотрудничестве с нацистами и отметил свой 105-й день рождения. К этому моменту прошло более 40 лет с тех пор, как его выгнали со сцены на одном из выступлений в 1960 году.

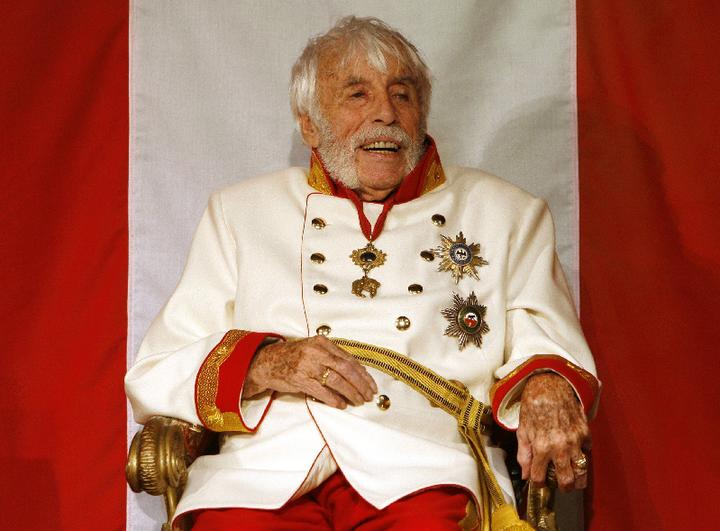
В роли Франца Йозефа I в 2008 году

В этом же году Хестерс получил роль второго плана в фильме Тиля Швайгера «Полтора рыцаря: В поисках похищенной принцессы Херцелинды».
В последние годы Хестерс продолжал концертную деятельность, хотя почти полностью ослеп от глаукомы и дегенерации жёлтого пятна и поэтому жил в Баварии, в горном районе Штарнберг.
30 июля 2010 года принял участие в музыкальной пьесе «Островная комедия, или Лисистрата и НАТО» (реж. Рольф Хоххут). Хестерс не поёт, он говорит два небольших монолога. Свой 107-й день рождения Хестерс отметил торжественной церемонией в одном из концертных залов Эрфурта.
17 декабря 2011 года Хестерс был госпитализирован в одну из клиник Штарнберга, где вскоре перенёс инсульт. Там же, в канун Рождества, он и скончался в возрасте 108 лет. У него остались две дочери, пять внуков, одиннадцать правнуков и три праправнука.

### Семья

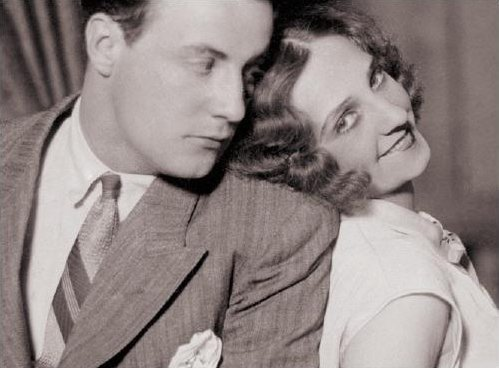
С Луизой Гейс в 1928 году

В 1930 году Хестерс женился на бельгийской актрисе Луизе Гейс, которой он был верен до её смерти в 1985 году. 1991 году он женился во второй раз. Его второй женой стала немецкая актриса, художница и фотограф Симона Ретель, которая была моложе своего мужа на 46 лет.
У Хестерса остались две дочери от первого брака. Старшая дочь Виси Геральд-Хестерс — венская пианистка, младшая Николь Хестерс — немецкая актриса.

## Дебаты
Йоханнес Хестерс как человек, который, несмотря на свой возраст и болезнь, всё ещё пользовался популярностью у публики и гастролировал по Германии, был приглашён на съёмки популярного голландского шоу «Мир перевернулся». В ходе программы журналист спросил его, был ли Гитлер «хорошим мужиком» («Was Hitler een aardige man?»). На что Хестерс ответил, что «мало знал его, но мужиком он был, да».
.
Жена Хестерса, Симона Ретель быстро поправила его, сказав, что Адольф Гитлер величайший преступник человечества.
Йоханнес Хестерс ответил на это так:
Я знаю, милая. Но ко мне он хорошо относился.
Эта передача вышла в эфир 4 декабря 2008 года и вызвала большой общественный резонанс.
13 декабря 2008 года Хестерс принёс извинения за свои слова перед публикой на немецком шоу «Держу пари, что..?». Он заявил, что сказал, по его выражению, «какую-то глупость» или «нечто ужасное» и добавил: «Прошу прощения за сказанное.».

## Фильмография
Всего Йоханнес Хестерс снялся в 77 фильмах, в жанрах: комедия, мюзикл, мелодрама.
- 1924: Cirque hollandais / Голландский цирк (Голландия)
- 1934: Bleeke Bet / Блике Бет (Ко Монке) (Голландия)
- 1935:  De vier mullers / Четыре Мюллера (Отто Мюллер) — главная роль (Нидерланды, Австрия)
- 1935: Alles für die Firma / Все для компании (Австрия)
- 1936: Die Leuchter des Kaisers / Люстры императора (Великий князь Пётр Александрович) (Австрия)
- 1936: Der Bettelstudent / Нищий студент (Симон Римановикс) — главная роль (Германия)
- 1936: Das Hofkonzert / Придворный концерт (лейтенант Вальтер ван Арнегг) — главная роль (Германия)
- 1937: Gasparone/Гаспароне, D (Эрминио Бондо) (Германия)
- 1937: Wenn Frauen schweigen / Если женщины молчат (Курт ван Дэрен) — главная роль (Германия)
- 1938: Nanon/Нанон (с Эрной Зак и Куртом Майзел), D (Маркиз Шарль д’Обинь) — главная роль (Германия)
- 1938: Das Abenteuer geht weiter/Дело продолжается, D (Хайнц ван Зейлен)
- 1938: Hallo Janine/Привет, Жанин (с Марикой Рёкк), D (Граф Рене) — главная роль (Германия)
- 1939: Meine Tante- Deine Tante/Моя тётка- твоя тётка, D
- 1939: Das Liebesschule/Школа любви, D (Енрико Вилланова, тенор)
- 1940: Die lustigen Vagabunden/Весёлый бродяга (с Руди Годден, Рудольфом Карл, Рудольфом Платте, Карлоттой Хён, Мади Рал, D (Вернер Шратт)
- 1940: Rosen in Tirol/Тирольские розы (с Эльфридой Датциг, Хансом Хольт, Хансом Мозер и Тео Линген), D (Граф Герберт фон Вальдендорф)
- 1941: Immer nur… Du!/Преданный... вам!, D (Вилл Ноллерс)
- 1941: Jenny und der Herr im Frack/Дженни и господин во фраке, D (Петер Хольм)
- 1941: Illusion/Иллюзия, D (Штефан фон Хольтенау)
- 1942: Karneval der Liebe/Карнавал любви, D (Петер Хансен, тенор)
- 1943: Großstadtmelodie/Мелодия большого города, D (сам-себя)
- 1943: Es lebe die Liebe/Да здраствует любовь!, D (Манфред)
- 1944: Axel an der Himmelstür/Алекс на грани безумия D (Алекс)
- 1944: Glück bei Frauen/Счастье женщины, D
- 1944: Es fing so harmlos an/Это не составило труда D (Клеман Верне)
- 1944: Frech und verliebt/Наглец и Любовь (вышел в 1948 году), D (Доктор Петер Шильд, инженер)
- 1946: Die Fledermaus/Летучая мышь, D (Герберт Айзенштайн)
- 1946: XIV. Renée/Renée XIV. Der König streikt/Ренэ XIV. Бездумный король., H
- 1947: Wiener Melodien/Венские мотивы, A (Ферри ван дер Хойвельс)
- 1950: Hochzeitsnacht im Paradies/Свадебная ночь в раю, D (Питер Гус)
- 1950: Wenn eine Frau liebt/Влюблённая женщина, BRD
- 1950—1951: Professor Nachtfalter/Профессор Нахтфальтер BRD (Мартин Платт)
- 1951: Tanz ins Glück/Танец счастья, A
- 1951: Die Czardasfürstin/Королева чардаша, BRD
- 1952: Im weißen Rößl/В «Белом коне» (с Марикой Рёкк), BRD (Леопольд)
- 1953: Liebeskrieg nach Noten, BRD
- 1953: Die geschiedene Frau/Разведённая женщина, BRD
- 1953: Die Jungfrau auf dem Dach/Девушка на крыше (с Харди Крюгер и Йоханной Марц), USA
- 1953: Schlagerparade/Хит-парад BRD
- 1953: Hab’ich nur deine Liebe/У меня нет ничего кроме твоей любви, A
- 1954: Stern von Rio/Stella di Rio/Звезда Рима, BRD/I
- 1954: Gestatten, mein Name ist Cox/Позвольте представиться, Кокс BRD
- 1956: Ein Herz und eine Seele/…und wer küßt mich/Сердце и душа A (сам-себя)
- 1956: Heute heiratet mein Mann/Сегодня мой любимый женится (с Лизелоттой Пулвер и Паулем Хубшмид, BRD (Роберт Петерсон)
- 1956: Opernball/Бал в опере (с Гертой Файлер, Йозефом Майнрадом), A (Георг Даннхаузер)
- 1956: Bel ami. Der Frauenheld von Paris/Милый друг. Любимец женщин из Парижа, A
- 1957: Victor und Viktoria/Виктор и Виктория[нем.], BRD (Жан Перро)
- 1957: Von allen geliebt/Всеобщий любимец, BRD (Рудольф Авенариус)
- 1958: Bühne frei für Marika!/Сцена свободна для Марики!, BRD (Михаель Норман)
- 1958: Besuch aus heiterem Himmel/ Jetzt ist er da aus USA/В гостях у ясного неба BRD (Джон Ундерховер)
- 1959: Frau im bestem Mannesalter/Прекрасная дама, BRD
- 1959: Die unvollkommene Ehe/Неполноценный брак A
- 1960: Am grünen Strand der Spree/На зелёном берегу Шпре (пятая часть, с Хеленой Вита и Гюнтером Пфитцманном).
- 1961: Junge Leute brauchen Liebe/Юность- пора любви (с Корнелией Фробе, Вальтрау Хаас, Петером Век, Биллом Рамзей, Сентой Бергер и Боем Гобертом), A (Князь Шарль)
- 1961: Deutsche Schlagerfestspiele/Немецкий фестиваль эстрадной песни, D (певец)
- 1971: Gastspiel/Гастроли, D (Стивен Гилфорд)
- 1973: Paganini/Паганини, D (Князь Фелис)
- 1973: Hallo, Hotel Sacher…Portier!/Алло, отель Захер… Портье! (вторая серия)
- 1974: Treffpunkt Herz/Прямо в сердце, D (гость)
- 1980: Die Alter kommen/Уходят годы, D, A, Швейцария
- 1980: Liebe bleibt nicht ohne Schmerzen/Нет любви без страданий, A (рассказчик)
- 1982: Sonny Boy/Паренёк Сонни, D (Ал Левис)
- 1984: Die schöne Wilhelmine/Прекрасная Вильгельмина
- 1985: Otto- der Film/Отто-фильм, BRD (Клошар)
- 1985: Wenn die kleinen Veilchen blühen/Когда цветут маленькие фиалки, A (Доктор Томас)
- 1991: Altes Herz wird normal jung/В старом сердце всё-ещё горит огонь
- 1993: Zwei Münchner in Hamburg/Два мюнхенца в Гамбурге, D (телесериал) (Таддеус ван Даален)
- 1993: Geschichten aus der Heimat- Blattschuß, D
- 1994: Silent Love/Любовь без слов, D- Kurzfilm (Скрипач)
- 1995: Grandhotel/Грандотель (телесериал Zwei alte Hasen)
- 1996: Zurück ins Leben/Назад из жизни (телесериал In aller Freundschaft)
- 1999: Theater: Momo/Театр: Момо (Мастер Хора)
- 2008: 1 1/2 Ritter- Auf der Suche nach der reizenden Herzelinde/Полтора рыцаря: В поисках похищенной принцессы Херцелинды D
- 2008: Wege zum Glück/Дорога к счастью, D

| Год  | Страна              | Оригинальное название    | Русское название      | Режиссёр                    | Время     | Жанр          | Персонаж                         |
| 1924 | Нидерланды          | Cirque Hollandais        | Голландский цирк      | Тео Френкель                | 95 минут  |               |                                  |
| 1934 | Нидерланды          | Bleeke Bet               |                       | Алекс Бенно, Рихард Освальд | 111 минут |               | Ко Монье                         |
| 1934 | Австрия, Нидерланды | De vier Müllers          | Четыре мельника       | Рудольф Майнерт             | 90 минут  |               |                                  |
| 1935 | Австрия             | Alles für die Firma      | Всё ради дела         | Рудольф Майнерт             | 88 минут  |               |                                  |
| 1936 | Австрия             | Die Leuchter des Kaisers | Подсвечник императора | Карл Хартль                 | 91 минута |               | Великий князь Пётр Александрович |
| 1936 | Германия            | Das Hofkonzert           | Концерт при дворе     | Дуглас Сирк                 | 85 минут  | Романтический | Вальтер ван Арнегг               |
| 1936 | Германия            | Der Bettelstudent        | Нищий студент         | Георг Якоби                 | 90 минут  | Мюзикл        | Симон Романович                  |
| 1937 | Германия            | Wenn Frauen schweigen    | Когда дамы молчат     | Фриц Кирхофф                | 78 минут  |               | Курт ван Дорен                   |

### Хроники
| Год  | Оригинальное название     | Русское название         | Страна  | Режиссёр   | Жанр             | Персонаж         | Время |
| 1959 | 100 Jahre Wiener Operette | Венской оперетте 100 лет | Австрия | Гарри Пеер | Документалистика | Йоханнес Хестерс |       |

## Дискография

### Альбомы
| Год  | Оригинальное название   | Русское название      | Страна   | Примечания        |
| 1965 | Jetzt geh’ich ins Maxim | Зайду-ка я в «Максим» | Германия | На немецком языке |
| 2003 | Ich werde 100 Jahre alt | Мне уже сто лет       | Германия | На немецком языке |

### Песни
| Год  | Оригинальное название                  | Русское название                         | Страна   | Примечания                              |
| 1937 | Ich werde jede Nacht von ihnen träumen | Каждую ночь, во сне буду я о Вас мечтать | Германия | На немецком языке                       |
| 1939 | Musik, Musik, Musik                    | Музыка, музыка, музыка                   | Германия | На немецком языке, с Марикой Рёкк       |
| 1941 | Liebling, was wird nun aus uns beiden  | Любимая, что же с нами будет             | Германия | На немецком языке                       |
| 1941 | Man müßte Klavier spielen können       | Нужно уметь играть на фортепиано         | Германия | На немецком языке                       |
| 1949 | Das kommt mir spanisch vor             | Мне кажется, это странно                 | Германия | На немецком языке                       |
| 1949 | Tausendmal möchte ich dich küssen      | Тысячу раз хотел бы я тебя поцеловать    | Германия | На немецком языке                       |
| 1998 | Ich werde 100 Jahre alt                | Мне уже сто лет                          | Германия | На немецком языке                       |
| 2007 | Generationen                           | Поколения                                | Германия | На немецком языке, с Клаусом Айзерманом |

## Признание

### Награды и премии
| Год  | Название                                           | Примечания                                         |
| 1964 | Бэмби                                              |                                                    |
| 1967 | Почётная Премия Вены                               |                                                    |
| 1975 | Золотая плёнка                                     | За многолетнюю и выдающуюся работу в немецком кино |
| 1982 | Почётное членство Театра западного Берлина         |                                                    |
| 1983 | Блестящая Медаль Мюнхена                           |                                                    |
| 1983 | Почётное членство Мюнхенского Национального театра |                                                    |
| 1984 | Баварский орден „За заслуги“                       |                                                    |
| 1987 | Бэмби                                              |                                                    |
| 1990 | Бэмби                                              |                                                    |
| 1993 | Берлинский орден „За заслуги“                      |                                                    |
| 1996 | Зрительская берлинская Премия «Золотой занавес»    | Как самому популярному актёру 1995-96 годов        |
| 1997 | Бэмби                                              |                                                    |
| 1999 | Золотой лист                                       |                                                    |
| 2000 | ДИВА                                               |                                                    |
| 2001 | «Роми»                                             | За его труд, в платине                             |
| 2002 | Золотая плёнка                                     | За его труд                                        |
| 1997 | Бэмби                                              |                                                    |
| 1999 | Золотой лист                                       |                                                    |
| 2001 | Платиновая «Роми»                                  | За его труд                                        |
| 2003 | Бэмби                                              |                                                    |
| 2003 | Венское кольцо славы                               | За его труд                                        |
| 2007 | Бэмби                                              |                                                    |
| 2008 | Бэмби                                              |                                                    |

### Звания
| Год  | Название                         | Примечания              |
| 1997 | Старейший действующий актёр      | Книга рекордов Гиннесса |
| 2004 | Почётное звание «Камерный певец» |                         |